# Église Saint-Pierre de Rezé
L'église Saint-Pierre est une église située à Rezé, dans le département de la Loire-Atlantique, en France.

## Localisation
Église paroissiale de Rezé, elle se trouve sur la place Saint-Pierre à proximité immédiate de l'hôtel de ville, non loin de la chapelle Saint-Lupien et de la Cité radieuse.

## Historique
L'église a été construite en 1867, œuvre de l'architecte Joseph-Fleury Chenantais, elle remplace un ancien sanctuaire du XVe siècle.

## Description
L'église possède un clocher-porche de type kreisker. Elle a par le passé possédé un vitrail de Saint Lupien de Rezé, unique représentation existante de ce saint.